# Prehistòria a Catalunya
Hi ha moltes restes arqueològiques que mostren un antic poblament en la prehistòria de Catalunya, fins que el territori entrà en el període històric amb la pràctica de l'escriptura per part dels ibers, grecs i cartaginesos.
Se sap que estava poblada en el Paleolític inferior, establint-se entre un milió i vuit-cents mil anys enrere la presència de l'Homo antecessor, però la informació que n'ha quedat és escassa. De fa 450.000 anys data l'home de Talteüll.
Del Paleolític mitjà ha quedat establert que hi havia l'home de Neandertal. D'aquesta època és la mandíbula de Banyoles, la dent incisiva inferior i la mandíbula de la Cova del Gegant de Sitges, l'abric Romaní, les restes de la cova de les Teixoneres,el jaciment de la bòbila Sugranyes o la Cova del Rinoceront.
En el neolític apareixen restes de sepultures de fossa. Cap al 6000 aC és quan es poden datar els primers dòlmens i altres monuments megalítics catalans. Juntament amb ells, apareixen mostres de terrissa decorada amb petxines (ceràmica cardial)
Catalunya entraria a l'edat dels metalls gràcies al coure poc abans del 2000 aC, amb influència de cultures de vas campaniforme europees.
L'arribada dels pobles indoeuropeus cap al 1000 aC significà un canvi profund en la tecnologia. Introduïren, per exemple, els ritus d'incineració (camps d'urnes), estengueren l'agricultura i la ramaderia i introduïren l'ús del ferro (edat hallstàttica), encara que aquest ús no arrela fins a la influència de les cultures gregues i fenícia.

## Períodes
Vegeu també la taula dels temps geològics.
La prehistòria és l'estudi de la vida de l'esser humà des dels inicis fins a la invenció de l'escriptura. En canvi, la història comença quan s'escriu el primer document que es coneix, datat de poc abans del 3000 aC a Mesopotàmia.
Aquest període és molt extens i tradicionalment es divideix en tres períodes desiguals:
1. Edat de pedra: subdividit al seu torn en dos períodes:
  1. Paleolític (de 2000000 aC fins al 6000 aC)
  2. Neolític (del 6000 aC fins al 3000 aC)
2. Edat del bronze
3. Edat del ferro

Alguns autors consideren l'edat del bronze i l'edat del ferro formen part de la història i no de la prehistòria.
Els primers hominoides, ancestres comuns dels gibons, els
orangutans, els goril·les, els ximpanzés i l'ésser humà, van aparèixer amb
altres simis antropomorfs durant l'oligocè (38M-28M). A partir d'hominoides com
el procònsol van aparèixer fa entre 20M i 10M d'anys els avantpassats comuns de
ximpanzés, goril·les i homínids. A partir d'aquest moment s'inicia
l'hominització. Segons les investigacions, els primers homínids procedeixen de la zona de l'Àfrica central, un escalfament del clima va produir que molts arbres de la zona desapareguessin i els primats es veiessin obligats a adaptar-se a una nova forma de vida sense poder-se desplaçar pels arbres, els primats es veuen obligats a desplaçar-se per la terra i això provoca que passin de caminar a quatre potes a ser bípedes. Aquestes transformacions físiques, produïdes durant milions d'anys, fan que els homínids (primats que caminen sobre dues potes) desenvolupin extremitats més petites i la columna vertebral fos més recte, produint així un creixement del cervell, una disminució de la llargada dels braços i dels dits tant dels peus com de les mans. D'aquesta manera tindran una aparença més semblant a un homo que no pas a un primat.
La seva intel·ligència també es desenvolupa, d'aquesta manera podem parlar de diferents estadis de l'Homo com per exemple Australopithecus, Homo erectus, Homo neardenthalensis, homo sapiens ...

### Cultura Cardial (5800-5200 aC)
Representa la primera cultura neolítica al Principat, practicant el conreu del blat i de l'ordi així com el manteniment de ramats de vaques i ovelles. Totes aquestes novetats tenen un origen en el Creixent Fèrtil, si bé l'estil ceràmic de la Cultura Cardial (la ceràmica cardial) es va estendre només pel Mediterrani Occidental. Els enterraments es practicaven en fosses o bé es dipositaven els cadàvers en coves. A Catalunya el jaciment més conegut per a aquest període és el poblat de La Draga (Banyoles, Pla de l'Estany). A la Cultura Cardial li succeeix el període epicardial (5200-4400 aC).

### Cultura de Montboló(4700-3800 aC)
La fàcies Montboló va rebre influències epicardials i de la Cultura de Chassey. Es practiquen inhumacions col·lectives en cova i es construeixen els primers megalits de la regió.

### Cultura dels Sepulcres de Fossa(4000-3300 aC)
Mostra influències transpirinenques (Cultura de Chassey). Es distingia per practicar inhumacions en fosses protegides per una llosa o per una cista de pedres. A Catalunya el jaciment més conegut per a aquest període són les Mines de Gavà.

### Cultura de Véraza oCultura de Verasan(3200-2200 aC)
Es va estendre també pel departament francès de l'Aude i mostra influències culturals del Llenguadoc. Es tracta d'una cultura pròpia de les zones muntanyenques i es va caracteritzar per emprar dolmens i coves com a sepulcres.

### Cultura del Vas Campaniforme(3050-2050 aC)
Es desenvolupa al sud de Portugal i introdueix el tractament del coure a Catalunya. Endemés d'un tipus de ceràmica molt característic, altres aportacions culturals remarcables van ser les puntes de fletxes pedunculades, les puntes de coure tipus Palmela, les proteccions d'arquer, o els botons triangulars. L'expansió d'aquesta cultura no es va limitar als Pirineus, ja que va implantar-se a gairebé tota l'Europa Occidental. Al Principat van practicar inhumacions de diversos tipus com en cistes, sepultures de corredor, falses galeries cobertes, hipogeus, i en coves. Vers el 2300 aC el Campaniforme català comença una transformació localista coneguda com a Campaniforme Pirinenc o estil Salomó que s'allargarà fins al segle XVII aC.

### Cultura dels Camps d'Urnes(1200-750 aC)
Representa la introducció d'una cultura desenvolupada a l'alt Rin i alt Danubi, i que probablement va estendre el protocelta per Europa central i la Península Ibèrica (on va derivar cap el celtibèric). A Catalunya aquesta cultura va introduir nous tipus de ceràmiques (carenades), la incineració dels cadàvers (enterrant l'urna cineraria en una necròpolis), i els poblats defensius en altura (el poblat de Genó seria un exemple). Si bé les necròpolis d'aquesta cultura normalment no mostraven marques, a Catalunya les urnes es van protegir amb cistes, túmuls de pedra, o fins i tot es van dipositar en coves. Aquesta cultura va precedir sense cap interrupció a la cultura ibèrica de l'Edat del Ferro.

## Evolució de la societat prehistòrica
Per altra banda, és lògic de pensar que no va existir un sol model de societat en la Prehistòria i que aquesta, al llarg del temps, va anar evolucionant i creant noves estructures socials i organitzatives.
Es pot dibuixar un esquema de l'evolució de les societats:
1. Societat igualitària
2. Societat jeràrquica
3. Societat estratificada
4. Societat amb estat

Les societats igualitàries s'identifiquen amb els caçadors-recol·lectors. Són les societats humanes que, en principi, s'han considerat més simples. S'ha de tenir en compte, però, que el seu primitivisme rau precisament en què l'estructura tribal és generalitzada. Això vol dir que no està compartimentada en sectors econòmics, religiosos, polítics.
- Quan un llinatge, per exemple, es preocupa de les seves terres, està actuant com una entitat econòmica.
- Quan participa en un enfrontament, és un grup polític.
- Quan ofereix sacrificis, és una congregació ritual.

Els caçadors-recol·lectors tenien una organització social que s'anomena banda. La banda és un grup humà compost per un nombre reduït d'individus, que té una estructura simple i flexible, i que està mancat de rol formal de lideratge i d'estratificació social significativa. Són grups d'individus que viuen junts i comparteixen un mateix territori; habitualment són de caràcter nòmada.
En la majoria de les bandes, les famílies tenen una relació de parentiu i hi existeix una jerarquia. Aquesta jerarquia és necessària perquè tots els grups tenen una tendència natural al desordre i, per petit que sigui el grup, hi ha d'haver una certa estructura organitzativa perquè pugui continuar funcionant. La jerarquia venia determinada pel sexe o l'edat i significava, més aviat, un estatus.
No va ser fins al Paleolític superior en què l'aparició de bastons de comandament fa suposar una certa estructura de societats amb un cap. Fins i tot en les societats en què la institució política és absent, on no existeixen caps, el fet polític hi és present. El poder polític no és una necessitat inherent a la naturalesa humana, és a dir, a l'home com a ésser natural, però sí que constitueix una necessitat inherent a la vida social. Es pot pensar el fet polític sense violència, però no es pot pensar el fet social sense el fet polític. En altres paraules, no hi ha societat sense poder.

## Economia
A la prehistòria no existia la moneda, la majoria de comunitats s'autoabastien i el comerç era pràcticament nul i sempre basat en l'intercanvi de béns.
És l'edat on va sorgir de mica en mica la divisió del treball, primer per sexes (la dona tenia unes funcions i l'home unes altres) i després per grups socials. El procés va ser molt desigual segons les zones i no es pot parlar d'una autèntica estratificació social pel treball fins a les primeres comunitats de l'edat antiga.